# Bibliothèque Québécoise
Bibliothèque Québécoise è una casa editrice indipendente canadese. È stata fondata su iniziativa di Éditions Fides, di Hurtubise HMH e di Éditions Leméac. Il catalogo conta circa 200 titoli che offrono un panorama della letteratura del Québec in tutta la sua forza e diversità e include romanzi, racconti, fiabe, poesie, giochi, canzoni, saggi nel campo delle arti, delle lettere, della storia e delle scienze umane.
La produzione è contraddistinta da libri in formato tascabile e prezzi popolari.
Tra i suoi autori si ricordano: André Alexis, Jean-Pierre April, Hubert Aquin, François Barcelo, Marie-Claire Blais, Laure Conan, Jacques Poulin, Jean-Marie Poupart, Marie Provost, Paul Wyczynski e Andrée Yanacopoulo.
Attualmente Bibliothèque Québécoise è diretta da Guylaine Girard.